# جی‌جی ساوویا
جی‌جی ساوویا (ایتالیایی: Gigi Savoia؛ زادهٔ ۳۰ نوامبر ۱۹۵۴) بازیگر اهل ایتالیا است.
از فیلم‌هایی که وی در آن نقش داشته‌است، می‌توان به بچه‌های خیابان اشاره کرد.